# On demande le docteur Gillespie
Pour plus de détails, voir Fiche technique et Distribution.
On demande le docteur Gillespie (Calling Dr. Gillespie) est un film américain en noir et blanc réalisé par Harold S. Bucquet, sorti en 1942.

## Résumé
John Hunter Gerneide, un jeune chirurgien psychiatre hollandais, soigne Roy, un étudiant en proie à des accès de folie. Lors d'une de ses crises, Roy commet une série de crimes atroces et accuse le docteur Gillespie d'en être responsable.

## Fiche technique
- Titre original : Calling Dr. Gillespie
- Réalisation : Harold S. Bucquet
- Scénario : Willis Goldbeck et Harry Ruskin, d'après une histoire originale de Kubec Glasmon basée sur des personnages créés par Max Brand
- Musique : Daniele Amfitheatrof
- Photographie : Ray June
- Montage : Elmo Veron
- Société de production et de distribution: Metro-Goldwyn-Mayer
- Pays de production :  États-Unis
- Langue d'origine : anglais américain
- Format : noir et blanc — 35 mm — 1,37:1 — son : mono (Western Electric Sound System)
- Genre : drame hospitalier
- Durée : 84 minutes
- Dates de sortie : 
  - États-Unis : 16 juin 1942
  - France : 19 octobre 1945

## Distribution
- Lionel Barrymore : Dr Leonard Gillespie
- Philip Dorn : Dr John Hunter Gerniede
- Donna Reed : Marcia Bradburn
- Phil Brown : Roy Todwell
- Nat Pendleton : Joe Wayman
- Alma Kruger : Molly Byrd
- Mary Nash : Emma Hope
- Walter Kingsford : Dr Walter Carew
- Nell Craig : "Nosey" Parker
- Ruth Tobey : Susan May "Susie" Prentiss
- Jonathan Hale : Frank Marshall Todwell
- Charles Dingle : Dr Ward O. Kenwood
- Marie Blake : Sally, réceptionniste
- Nana Bryant : Mrs. Marshall Todwell
- Eddie Acuff : Clifford Genet
- Ava Gardner : une étudiante (non-créditée)

## Autour du film
Avec un budget de 416 000 dollars, le film a rapporté 642 000 dollars au box-office. Ava Gardner interprétera un rôle plus important dans Trois hommes en blanc, un autre épisode de cette série médicale.
Il s'agit du quatrième des six films hospitaliers que compte la série docteur Gillespie, produite par la MGM :
- 1942 : Calling Dr. Gillespie
- 1942 : Dr. Gillespie's New Assistant
- 1943 : Dr. Gillespie's Criminal Case
- 1944 : Trois Hommes en blanc (Three Men in White)
- 1945 : L'Impossible Amour (Between Two Women)
- 1947 : Dark Delusion